# وزارة التجارة الداخلية وحماية المستهلك (سوريا)
وزارة التجارة الداخلية وحماية المستهلك هي الوزارة المعنية بالأمن الغذائي للمواطنين وتأمين احتياجاتهم الأساسية بأسعار مناسبة والعمل على حماية المستهلك من الغش والتدليس. كما تقدم مجموعة من الخدمات للمواطنين منها: تسجيل براءات الاختراع والتسجيل الدولي وحماية العلامات التجارية والصناعية إضافة لمنح السجلات التجارية وتأسيس الشركات.
أُحدثت الوزارة بوضعها الحالي في العام 2012 بعد فصل وزارة الاقتصاد والتجارة بموجب المرسوم رقم /46/ لعام 2012 القاضي بإحداث وزارتان باسم وزارة التجارة الداخلية وحماية المستهلك ووزارة الاقتصاد والتجارة الخارجية. يدير الوزارة طلال البرازي منذ 11 أيار 2020.

## لمحة تاريخية
يعود تاريخ الوزارة إلى العام 1960 عندما أُحدثت وزارة التموين بالقانون رقم /122/ لعام 1960. بموجب أحكام المرسوم التشريعي رقم 158 لعام 1969 حلت عبارة وزارة التموين والتجارة الداخلية محل وزارة التموين. وصدر المرسوم رقم /69/ لعام 2003 الذي تم بموجبه دمج وزارة التموين والتجارة الداخلية مع وزارة الاقتصاد والتجارة الخارجية بوزارة موحدة تحمل اسم «وزارة الاقتصاد والتجارة». وبموجب المرسوم رقم/46/ لعام 2012، تم إحداث وزارتين باسم «وزارة التجارة الداخلية وحماية المستهلك» و«وزارة الاقتصاد والتجارة الخارجية» وتولت وزارة التجارة الداخلية وحماية المستهلك المهام التي كانت تتولاها وزارة التموين والتجارة الداخلية.

## الهيكل التنظيمي

### مديريات الوزارة
- مديريات التجارة الداخلية في المحافظات
- مديرية حماية الملكية التجارية والصناعية
- مديرية الشركات
- مديرية المواد
- مديرية المخابر
- مديرية الأسعار
- مديرية حماية المستهلك

### المؤسسات التابعة للوزارة
- المؤسسة العامة لتجارة وتخزين وتصنيع الحبوب (السورية للحبوب)[11][12][13]

- المؤسسة العامة لتجارة المعادن ومواد البناء (العمران)[14][15][16]

- المؤسسة السورية للمخابز[17][18][19]
- المؤسسة السورية للتجارة (السورية للتجارة)[20][21][22]

## مهام الوزارة
تتولى الوزارة بوجه خاص المهام والاختصاصات الآتية:
- المساهمة في تعزيز القدرة التنافسية للاقتصاد الوطني وقطاع الأعمال، وإيجاد البيئة الملائمة لتفعيل المنافسة ومنع الاحتكار بهدف حماية المستهلك.
- تنظيم الأسواق الداخلية، واتخاذ الإجراءات اللازمة لضمان اعتدال الأسعار ومنع الاحتكار وغيرها من الممارسات التجارية الضارة والمخلة بالمنافسة.
- اقتراح تحديث التشريعات المتعلقة بالتجارة الداخلية.
- ضمان توفر الاحتياطي الاستراتيجي للمواد والسلع الأساسية وفق التشريعات والأنظمة النافذة، وتنظيم عملية نقلها بما يحقق استقرار الأسواق الداخلية.
- القيام بالإحصاء التخزيني بقصد تحديد الطاقة التخزينية في الجمهورية العربية السورية وتطويرها والإشراف على العمليات المتعلقة بتخزيتها.
- التنسيق مع الجهات المختصة بما يحقق تغطية الفجوة بين العرض والطلب في الأسواق المحلية من المواد والسلع الأساسية بالاستيراد المباشر، وكذلك تصدير الفائض من الإنتاج المحلي بعد تغطية الطلب بالأسواق المحلية.
- تنظيم عمليات الرقابة على الأسواق وتنسيق نشاطاتها مع الجهات المعنية وتطوير أجهزة الرقابة التموينية وأساليب عملها.
- تطوير التشاركية مع القطاع الخاص عن طريق المؤسسات والشركات المرتبطة بالوزارة وفقاً للتشريعات والأنظمة النافذة.
- المشاركة في المعارض المحلية والعربية والدولية بهدف ترويج وتسويق المنتجات السورية بالتنسيق مع الجهات المعنية.
- إدارة وتطوير عمل المخابز التابعة للوزارة وفق أنظمة إدارة الجودة المعتمدة.
- المساهمة في تطوير منظومة البنية التحتية للجودة بالتعاون مع الجهات المعنية بما يعزز المنافسة.
- تأسيس وإدارة شبكة الإنذار المبكر عن المنتجات الخطرة بالتعاون مع الجهات المعنية.
- إحداث مركز للسياسات والدراسات التجارية.
- تقديم الخدمات التجارية والعلمية والاستشارات الفنية لقاء بدل خدمة يحدده الوزير بالتنسيق مع وزير المالية.
- تنظيم نشاطات حماية الملكية التجارية والصناعية ومنح العلامات الفارقة والرسوم والنماذج الصناعية وبراءات الاختراع ودعم المخترعين وتنظيم المعارض الخاصة بها بالتنسيق مع الجهات المعنية؛ واقتراح الانضمام إلى المعاهدات العربية والدولية المتعلقة بحماية الملكية التجارية والصناعية.
- تنظيم عملية تأسيس الشركات التجارية التي يقع مركزها الرئيسي أو فرعها في الجمهورية العربية السورية.
- تنظيم عملية منح السجل التجاري وفق التشريعات والأنظمة النافذة.
- الإشراف على أعمال الجمعيات التعاونية الاستهلاكية واتحاداتها وآلية دعمها وفقاً للقوانين والأنظمة النافذة.
- الإشراف على الغرف التجارية واتحادها وفقاً للقوانين والأنظمة النافذة.
- اقتراح تطوير أنظمة ومهام الشركات والمؤسسات المرتبطة بالوزارة.

## قائمة الوزراء
| الاسم                                 | فترة الولاية         | فترة الولاية         | الحكومة |              |              |
| وزير التموين                          | وزير التموين         | وزير التموين         | وزير التموين | وزير التموين | وزير التموين |
| ------------------------------------- | -------------------- | -------------------- | --- | ------------ | ------------ |
| يوسف الحكيم                           | 9 آذار 1920          | 3 أيـار 1920         | |              |              |
| يوسف الحكيم                           | 25 تمـوز 1920        | 21 آب 1920           | |              |              |
| شاكر القيم                            | 6 أيلـول 1920        | 30 تشرين الثاني 1920 | |              |              |
| لطفي بك الحفار                        | 4 أيـار 1926         | 12 حزيران 1926       | |              |              |
| شكيب بك ميسر                          | 12 حزيران 1926       | 2 كانون الأول 1926   | |              |              |
| نصوحي بك البخاري                      | 2 كانون الأول 1926   | 8 شباط 1928          | |              |              |
| عبد القادر الكيلاني                   | 15 شباط 1928         | 19 تشرين الثاني 1931 | |              |              |
| محمد يحيى الأضة لي                    | 3 أيار 1933          | 23 شباط 1936         | |              |              |
| حكمت الحراكي                          | 20 أيلـول 1941       | 25 آذار 1943         | |              |              |
| مصطفى الشهابي                         | 25 آذار 1943         | 19 آب 1943           | |              |              |
| مظهر رسلان                            | 19 آب 1943           | 14 تشرين الأول 1944  | |              |              |
| توفيق شامية                           | 19 آب 1943           | 14 تشرين الأول 1944  | |              |              |
| خالد العظم                            | 14 تشرين الأول 1944  | 5 نيسـان 1945        | |              |              |
| سعيد الغزي                            | 7 نيسان 1945         | 23 آب 1945           | |              |              |
| حسن جبارة                             | 21 نيسان 1945        | 23 آب 1945           | |              |              |
| حسن جبارة                             | 26 آب 1945           | 30 أيلـول 1945       | |              |              |
| حسن جبارة                             | 30 أيلـول 1945       | 25 نيسان 1946        | |              |              |
| خليل الكلاس                           | 6 آذار 1958          | 7 تشرين الأول 1958   | |              |              |
| كمال استينو                           | 7 تشرين الأول 1958   | 16 آب 1961           | |              |              |
| كمال استينو                           | 6 آذار 1958          | 16 آب 1961           | حكومة جمال عبد الناصر الرابعة حكومة جمال عبد الناصر الخامسة                                                         |              |              |
| جمال صوفي                             | 16 آب 1961           | 28 أيلول 1961        | حكومة جمال عبد الناصر السادسة                                                                                       |              |              |
| ليون زمريا                            | 29 أيلـول 1961       | 20 تشرين الثاني 1961 | حكومة مأمون الكزبري                                                                                                 |              |              |
| نعمان الأزهري                         | 20 تشرين الثاني 1961 | 22 كانون الأول 1961  | حكومة عزت النص |              |              |
| رشيد الدقر                            | 22 تشرين الأول 1961  | 27 آذار 1962         | حكومة معروف الدواليبي الثانية                                                                                       |              |              |
| رياض الميداني                         | 16 نيسان 1962        | 17 أيلول 1962        | حكومة بشير العظمة                                                                                                   |              |              |
| عمر عودة الخطيب                       | 17 أيار 1962         | 16 شباط 1963         | حكومة خالد العظم الخامسة                                                                                            |              |              |
| أحمد مظهر العظمة                      | 16 شباط 1963         | 8 آذار 1963          | حكومة خالد العظم الخامسة                                                                                            |              |              |
| سامي صوفان                            | 9 آذار 1963          | 11 أيار 1963         | حكومة صلاح الدين البيطار الأولى                                                                                     |              |              |
| عادل طربين                            | 13 أيار 1963         | 4 آب 1963            | حكومة صلاح الدين البيطار الثانية                                                                                    |              |              |
| محمد جيوش                             | 4 آب 1963            | 14 أيار 1964         | حكومة صلاح الدين البيطار الثالثة حكومة أمين الحافظ الأولى                                                           |              |              |
| عادل السعدي                           | 14 أيار 1964         | 3 تشرين الأول 1964   | حكومة صلاح الدين البيطار الرابعة                                                                                    |              |              |
| جميل شيا                              | 3 تشرين الأول 1964   | 23 أيار 1965         | حكومة أمين الحافظ الثانية                                                                                           |              |              |
| مشهور زيتون                           | 23 أيلول 1965        | 27 كانون الأول 1965  | حكومة يوسف زعين الأولى                                                                                              |              |              |
| كمال شحادة                            | 1 كانون الثاني 1966  | 23 شباط 1966         | حكومة صلاح الدين البيطار الخامسة                                                                                    |              |              |
| مشهور زيتون                           | 1 آذار 1966          | 28 أيلول 1967        | حكومة يوسف زعين الثانية                                                                                             |              |              |
| محمد طلب هلال                         | 28 أيلول 1967        | 15 تشرين الثاني 1970 | حكومة يوسف زعين الثانية حكومة نور الدين الأتاسي                                                                     |              |              |
| وزير التموين والتجارة الداخلية        |                      |                      | |              |              |
| سهيل الغزي                            | 21 تشرين الثاني 1970 | 3 نيسان 1971         | حكومة حافظ الأسد |              |              |
| عبد الكريم زهور عدي                   | 3 نيسان 1971         | 23 كانون الأول 1972  | حكومة عبد الرحمن خليفاوي الأولى                                                                                     |              |              |
| أحمد قبلان                            | 23 كانون الأول 1972  | 7 آب 1976            | حكومة محمود الأيوبي                                                                                                 |              |              |
| محمد غباش                             | 7 آب 1976            | 7 نيسان 1985         | حكومة عبد الرحمن خليفاوي الثانية حكومة محمد علي الحلبي حكومة عبد الرؤوف الكسم الأولى حكومة عبد الرؤوف الكسم الثانية |              |              |
| رياض الحاج خليل                       | 8 نيسان 1985         | 1 تشرين الثاني 1987  | حكومة عبد الرؤوف الكسم الثالثة                                                                                      |              |              |
| حسان السقا                            | 1 تشرين الثاني 1987  | 29 حزيران 1992       | حكومة محمود الزعبي الأولى                                                                                           |              |              |
| نديم عكاش                             | 29 حزيران 1992       | 13 آذار 2000         | حكومة محمود الزعبي الثانية                                                                                          |              |              |
| أسامة ماء البارد                      | 13 آذار 2000         | 13 كانون الأول 2001  | حكومة مصطفى ميرو الأولى                                                                                             |              |              |
| وزير الاقتصاد والتجارة                |                      |                      | |              |              |
| غسان الرفاعي                          | 13 كانون الأول 2001  | 4 تشرين الأول 2004   | حكومة ناجي العطري حكومة مصطفى ميرو الثانية                                                                          |              |              |
| عامر حسني لطفي                        | 4 تشرين الأول 2004   | 19 كانون الثاني 2010 | حكومة ناجي العطري                                                                                                   |              |              |
| لمياء عاصي                            | 19 كانون الثاني 2010 | 29 آذار 2011         | حكومة ناجي العطري                                                                                                   |              |              |
| محمد نضال الشعار                      | 14 نيسان 2011        | 23 حزيران 2012       | حكومة عادل سفر |              |              |
| وزير التجارة الداخلية وحماية المستهلك |                      |                      | |              |              |
| قدري جميل                             | 23 حزيران 2012       | 22 آب 2013           | حكومة رياض حجاب حكومة وائل الحلقي الأولى                                                                            |              |              |
| سمير عزت قاضي أمين                    | 22 آب 2013           | 27 آب 2014           | حكومة وائل الحلقي الأولى                                                                                            |              |              |
| حسان صفية                             | 27 آب 2014           | 20 آب 2015           | حكومة وائل الحلقي الثانية                                                                                           |              |              |
| جمال شعبان شاهين                      | 20 آب 2015           | 3 تموز 2016          | حكومة وائل الحلقي الثانية                                                                                           |              |              |
| عبد الله الغربي                       | 3 تموز 2016          | 26 تشرين الثاني 2018 | حكومة عماد خميس |              |              |
| عاطف نداف                             | 26 تشرين الثاني 2018 | 11 أيار 2020         | حكومة عماد خميس |              |              |
| طلال البرازي                          | 11 أيار 2020         | 10 آب 2021           | حكومة عماد خميس حكومة حسين عرنوس الأولى                                                                             |              |              |
| عمرو سالم                             | 10 آب 2021           | 29 آذار 2023         | حكومة حسين عرنوس الثانية                                                                                            |              |              |
| محسن علي                              | 29 آذار 2023         | في المنصب            | حكومة حسين عرنوس الثانية                                                                                            |              |              |

## روابط خارجية
- الموقع الرسمي للوزارة
- مجلس الوزراء السوري
- وزارات الدولة على بوابة الحكومة الإلكترونية السورية
- الوزارات والهيئات الحكومية على موقع مجلس الشعب السوري